# Jeffrey Snover
Jeffrey Snover (* in Seattle, Vereinigte Staaten) ist Technical Fellow und CTO für Modern Workforce Transformation bei Microsoft. Er gilt als Erfinder der PowerShell.

## Biografie
Nach dem Studium der Physik an der Universität von New Hampshire wird Snover Softwareentwickler und arbeitet unter anderem als Consulting Engineer bei DEC und Software-Architekt bei Tivoli.
Seit 1999 arbeitet Jeffrey Snover für Microsoft, zunächst unter anderem an den Microsoft Windows Services for UNIX (SFU) und entwickelt die WMI-Kommandozeile WMIC. 2002 beschreibt er einen neuen Ansatz für die Automatisierung in Windows als Monad Manifest, was die Grundlage für viele Prinzipien der PowerShell wird, welche 2006 erstmals veröffentlicht und 2008 mit Windows ausgeliefert wird. Ab 2009 weitet sich sein Verantwortungsbereich aus und er wird Lead Architect für Windows Server und System Center Datacenter. 2015 wird Snover Technical Fellow bei Microsoft und arbeitet als Chief Architect für Enterprise Cloud, Azure Stack und Azure Storage & Cloud Edge. Ab 2019 arbeitet er im Bereich Microsoft 365 und wird 2020 CTO für Modern Workforce Transformation.

## Zitate
- „It was a mistake to think that GUIs ever would, could, or even should, eliminate CLIs.“ („Es war ein Fehler zu glauben, dass grafische Benutzeroberflächen jemals Kommandozeilen ablösen würden, könnten oder gar sollten.“)[8]

## Veröffentlichungen
- Snover, Jeffrey: Monad Manifesto – the Origin of Windows PowerShell, 2007
- Payette, Bruce: Windows PowerShell im Einsatz, Hanser Fachbuchverlag 2007, ISBN 978-3446412392 (Vorwort)